# 大久保忠素
大久保 忠素（おおくぼ ただもと、1894年2月10日 - 没年不明）は、日本の映画監督、脚本家、映画プロデューサーである。松竹キネマおよび松竹蒲田撮影所の創生にかかわり、小津安二郎の唯一の映画監督としての師であることでも知られる。

## 人物・来歴
1894年（明治27年）2月10日、東京府東京市神田区（現在の東京都千代田区神田）に生まれる。
明治大学文科を卒業後、有楽座の舞台監督を務める。1920年（大正9年）6月、松竹蒲田撮影所に入社。ヘンリー・小谷、野村芳亭に助監督として師事する。1922年（大正11年）、監督に昇進する。同年に斎藤寅次郎が入社、1926年（大正15年）に小津安二郎が撮影助手から異動し、それぞれ大久保の助手となる。伊藤大輔がオリジナルシナリオを書き下ろした『地蔵物語』が監督昇進3作目にして大ヒットとなる。1924年（大正13年）、プロスペル・メリメの『カルメン』を原作として監督した『灼熱の恋』で、カルメンを演じる五月信子がホセを演じる勝見庸太郎に身を委ねるシーンが検閲により削除される。
1927年（昭和2年）2月には、映画を批判する文壇人に対抗する映画実際家連盟「友達の会」に参加。映画界の地位向上にも貢献した。
1930年（昭和5年）、牛原虚彦監督の『進軍』に「進行部長」としてクレジットされているが、これは現在でいう「製作部長」である。このころから監督業からは引退し、製作サイドの管理職に回った。
第二次世界大戦終結後、清水宏の「蜂の巣プロダクション」に関わり、1952年（昭和27年）10月23日に新東宝が公開した同プロダクションの映画『大仏さまと子供たち』に監督の清水や助監督の関沢新一、あるいはプロデューサーの宮内義治らとともに「製作同人」として名を連ねている。
その後は引退し、京都に移り住んだ。没年は不詳である。

## フィルモグラフィ
特筆以外はすべて監督である。

### 松竹蒲田撮影所
1922年
- 『青春の罪』 : 脚本小田喬
- 『孝子啓助』 : 原作報知新聞所載記事、脚本不明
- 『地蔵物語』 : 原作・脚本伊藤大輔
- 『小夜嵐』 : 脚本不明
- 『琵琶唄』 : 脚本小田喬
- 『お初地獄』 : 脚本伊藤大輔

1923年
- 『地獄の門』 : 脚本石川白鳥
- 『宮城野の孝女』 : 脚本芦辺草人
- 『帰らぬ人形』 : 原作・脚本石川白鳥
- 『噫森訓導の死』 : 脚本伊藤大輔
- 『天を仰いで』 : 原作野村芳亭、脚本石川白鳥
- 『家なき女』 : 脚本小田喬
- 『二人の孤児』 : 原作野村芳亭、脚本石川白鳥
- 『死に面して』 : 原作野村芳亭、脚本石川白鳥 - 松竹下加茂撮影所
- 『恐ろしき夜』 : 脚本石川白鳥 - 松竹下加茂撮影所

1924年
- 『愛の力』 : 原作・脚本小田喬 - 松竹下加茂撮影所
- 『愛に甦る (享楽者)』 : 原作・脚本勝見黙笑、主演勝見庸太郎
- 『旋風』 : 原作・脚本野村芳亭
- 『うなぎ』 : 原作・脚本・主演勝見庸太郎
- 『憧れの故郷』 : 脚本石川白鳥
- 『海潮音』 : 原作・脚本武田晃
- 『妹』 : 原作野村芳亭、脚本吉田武三
- 『灼熱の恋』 : 原作プロスペル・メリメ、脚本吉田武三
- 『千代竜』 : 原作野村芳亭、脚本石川白鳥 - 松竹下加茂撮影所
- 『難波の福』 : 脚本食満南北 - 松竹下加茂撮影所
- 『坂本竜馬』 : 脚本犬塚稔 - 松竹下加茂撮影所
- 『新門辰五郎』 : 脚本食満南北 - 松竹下加茂撮影所

1925年
- 『阿部川の血煙』 : 脚本犬塚稔 - 松竹下加茂撮影所
- 『平手造酒』 : 脚本犬塚稔 - 松竹下加茂撮影所
- 『恩讐の刃』 :  - 松竹下加茂撮影所 / 監督・脚本
- 『或る兄弟』 : 脚本内山惣十郎 - 松竹下加茂撮影所
- 『燕』 :  - 松竹下加茂撮影所 / 監督・脚本
- 『麻雀』 : 原作シドニー・フォン・クライスト、脚本華麗館主人
- 『和蘭蛇お滝』 : 原作・脚本吉田武三
- 『三井寺心中』 : 原作・脚本吉田武三
- 『支那街の夜 第一篇』 : 脚本斎藤寅次郎
- 『支那街の夜 第二篇』 : 脚本斎藤寅次郎
- 『支那街の夜 第三篇』 : 脚本斎藤寅次郎
- 『コレラ征伐』 : 原作野村昊、脚本華麗館主人
- 『艶説蟻地獄』 : 原作大仏次郎 - 監督・脚本
- 『猿ヶ辻の暗殺』 : 原作大森痴雪、脚本吉田武三

1926年
- 『鈍急之進』 : 原作竜神旋魔丸、共同監督斎藤寅次郎 - 監督・脚本
- 『支那街の夜 最終篇』 : 脚本斎藤寅次郎
- 『渦巻く血刃の情火』 : 原作・脚本美町瞳、共同監督斎藤寅次郎
- 『修羅八荒 第一篇』 : 原作行友李風、脚本村上徳三郎
- 『愛の力は雪でも溶す』 : 原作・脚本村上徳三郎
- 『修羅八荒 第二、三篇』 : 原作行友李風、脚本村上徳三郎
- 『夢の浮橋』 : 原作大仏次郎、脚本平戸洋太郎
- 『愛怨百面相』 : 原作・脚本大小斎恒楽
- 『ヴェニスの船唄』 : 原作正木不如丘 - 監督・脚本
- 『夢の小判娘白浪』 : 原作・脚本島津保次郎
- 『チンピラ探偵』 : 原作久山秀子、脚本村上徳三郎
- 『修羅八荒 終篇』 : 原作行友李風、脚本村上徳三郎
- 『新婚時代』 : 原作結城雄、脚本多宗治
- 『黒髪夜叉 第一・二篇』 : 原作前田曙山 - 監督・脚本
- 『噫河野巡査』 : 監督斎藤寅次郎 - 脚本のみ
- 『黒髪夜叉 第三篇』 : 原作前田曙山 - 監督・脚本
- 『黒髪夜叉 第四篇』 : 原作前田曙山 - 監督・脚本
- 『閃く刃』 : 原作・脚本多喜沢吉五

1927年
- 『楽天家の孤児』 : 原作・脚本村岡義雄
- 『吹雪の後』 : 原作・脚本村岡義雄
- 『やきもち』 : 原作赤穂春雄、脚本佐野君三
- 『親孝行』 : 原作・脚本赤穂春雄
- 『カフェーの女王』 : 原作・脚本赤穂春雄
- 『髑髏の踊り』 : 原作・脚本村岡義雄
- 『孤児』 : 原作・脚本水島あやめ
- 『月は無情』 : 原作・脚本赤穂春雄
- 『村の医者とモダンガール』 : 原作・脚本北村小松
- 『天使の罪』 : 原作・脚本水島あやめ

1928年
- 『亭主操縦』 : 原作・脚本赤穂春雄
- 『故郷の空』 : 原作・脚本水島あやめ
- 『普戦必勝虎の巻』 : 原作・脚本赤穂春雄
- 『縁は異なもの』 : 原作・脚本北本黎吉
- 『岡惚れ御無用』 : 原作・脚本北村小松
- 『鉄の処女』 : 原作・脚本水島あやめ
- 『妻君廃業』 : 原作・脚本水島あやめ、出演坂本武・飯田蝶子
- 『妻君廃業』 : 原作・脚本水島あやめ、出演鈴木伝明・田中絹代
- 『をとめ心』 : 原作・脚本水島あやめ
- 『御苦労様』 : 原作・脚本伏見晁・小田喬
- 『福の神勝手違ひ』 : 原作・脚本伏見晁
- 『三日目の女』 : 原作五所平之助、脚本伏見晁

1929年
- 『大当り円満』 : 原作・脚本伏見晁、潤色辻建夫
- 『円タク坊ちゃん』 : 原作・脚本池田忠雄
- 『親』 : 原作簡易保険局、脚本水島あやめ、共同監督清水宏
- 『突貫小僧』 : 監督小津安二郎、脚本池田忠雄 - 原案「野津忠二」名義で野村芳亭・小津安二郎・池田忠雄と共同脚本
- 『柳さく子十八番舞踊集』 : 出演柳さく子

1930年
- 『進軍』 : 監督牛原虚彦、原作ジェームズ・ボイド、翻案・脚色野田高梧 - 進行部長
- 『岐路に立ちて』 : 監督清水宏、原作簡易保険局 - 脚本のみ
- 『奪はれた唇』 : 監督斎藤寅次郎、脚本柳井隆雄 - 原作のみ
- 『艶麗春の粧い』 :  - 松竹下加茂撮影所 / 監督・脚本

### 蜂の巣プロダクション
1952年
- 『大仏さまと子供たち』 : 監督・脚本清水宏、配給新東宝 - 製作同人

## 参考書籍
- 『日本の映画人: 日本映画の創造者たち』（佐藤忠男著　2007年　日外アソシエーツ）

## 註
1. 1 2 3 4 5 6 7 8 9 10  『日本映画人名事典 監督篇』、編集・発行キネマ旬報社、1997年 ISBN 4873762081, p.144
2. ↑  『松竹七十年史』、松竹、1964年、p.248
3. ↑  映画製作の実務者が「友達の会」を結成『大阪毎日新聞』昭和2年2月16日（『昭和ニュース事典第1巻 昭和元年-昭和3年』本編p19 昭和ニュース事典編纂委員会 毎日コミュニケーションズ刊 1994年）
4. ↑  進軍、日本映画データベース、2010年1月7日閲覧。
5. ↑  大仏さまと子供たち、日本映画データベース、2010年1月7日閲覧。